# شاي باتل
شاي باتل (بالإنجليزية: Chai Patel)‏ هو شخصية أعمال بريطاني، ولد في 14 سبتمبر 1954.